# Cyptotrama
Cyptotrama là một chi nấm trong họ Physalacriaceae.

## Loài
- Cyptotrama asprata (Berk.) Redhead & Ginns (1980)
- Cyptotrama chrysopeplum (Berk. & M.A. Curtis) Singer (1973)
- Cyptotrama costesii (Speg.) Singer (1973)
- Cyptotrama dennisii Singer (1973)
- Cyptotrama depauperatum Singer (1977)
- Cyptotrama deseynesiana (Pegler) Redhead & Ginns (1980)
- Cyptotrama granulosa (Romell) Redhead & Ginns (1980)
- Cyptotrama hygrocyboides Singer (1969)
- Cyptotrama lachnocephalum (Pat.) Singer (1973)
- Cyptotrama macrobasidium Singer (1960)
- Cyptotrama niveum Singer (1989)
- Cyptotrama pauperum Singer (1989)
- Cyptotrama platense Singer (1969)
- Cyptotrama songolarum Courtec. (1995)
- Cyptotrama verruculosum (Singer) Singer (1973)